# Smolník (okres Gelnica)
Smolník (maďarsky Szomolnok, německy Schmöllnitz, latinsky Semelnech) je obec na Slovensku v okrese Gelnica. V roce 2011 zde žilo 1 129 obyvatel. První písemná zmínka o obci pochází z roku 1243.

## Poloha a charakteristika
Obec Smolník leží v údolí potoka Smolník v centrální části Slovenského rudohoří. V katastru obce se na horním toku potoka Smolníku nachází vodní nádrž Úhorná, nazývaná také Jezero míru či Smolnické pleso. Její vodní plocha je 4,79 ha a hloubka přibližně 13 m. Byla vytvořena roku 1768 za účelem zadržování dešťové vody a povodňové ochrany a později využívána na důlní účely.

## Dějiny
První písemná zmínka o Smolníku se zachovala v listině z roku 1243. Starou hornickou obec, původně slovanskou, dosídlili v 13. století Němci z Gelnice. Roku 1327 ji král Karel Robert podle Štiavnického práva povýšil na svobodné horní město s horním, tržním, loveckým a rybářským právem. Roku 1332 stanovil pro svobodné královské město Smolník plochu kruhu o poloměru dvou mil (přes 16 km), která byla městu darována na věčné časy.
Ve 14. století bylo ve Smolníku sídlo báňské komory. V okolí obce se těžily zejména měď a stříbro. Největší rozkvět prožívalo městečko na přelomu 14. a 15. století, kdy zde fungovala i královská mincovna, kde se razily stříbrné mince. V pozdějších letech byl Smolník sídlem horní komory pro celý Spiš a Gemer. Roku 1465 připadlo město panství Spišského hradu, stalo se majetkem rodu Zápolských, později Thurzovců i Csákyovců (od roku 1638). Od července 1600 do konce toho roku se ve Smolníku rozšířila morová nákaza, na kterou zemřelo přes 550 lidí. Roku 1691 přecházejí doly zpět do vlastnictví uherského krále, respektive pod správu báňské komory. V 18. století se zintenzivnila těžba mědi, používané k ražení mincí v tamní mincovně a na výrobu zelené a modré skalice.

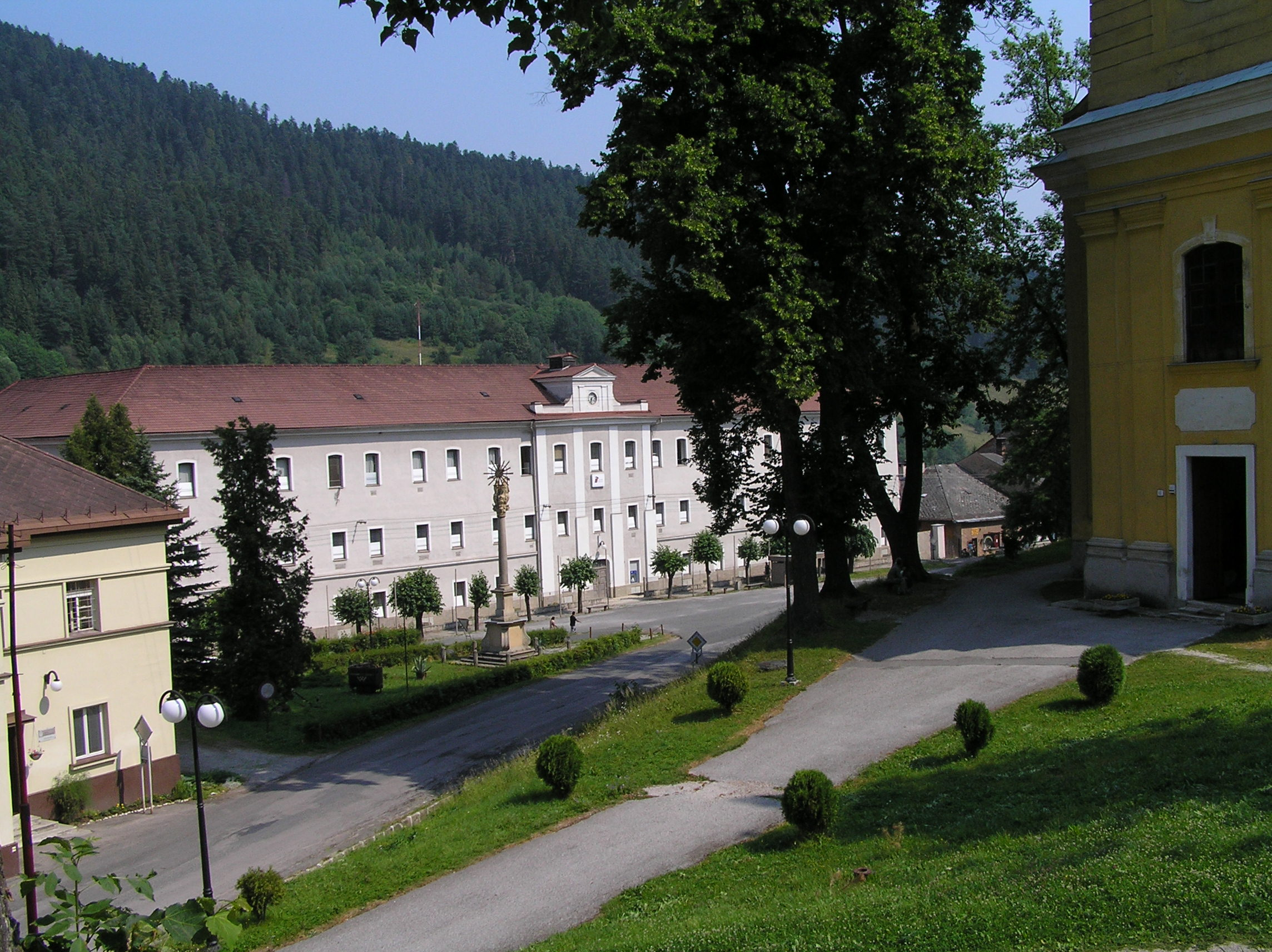
Tabáková továrna ve Smolníku

Od roku 1754 v Smolníku působila hornická škola, sídlil zde báňský soud a inspektorát, město bylo významným administrativním centrem. Začátkem 19. století (1805) báňští úředníci postavili stálé kamenné divadlo, jedno z prvních na Slovensku. Bylo vybaveno strojovnou na otáčení jeviště a divadelní knihovnou. Do dnešní doby se nedochovalo. Roku 1872 byla budova komorního divadla přestavěna na tabákovou továrnu, dnes jedinou výrobnu ručních doutníků na Slovensku. Po požáru 27. srpna 1905 obec z větší části vyhořela, ale zachovaly se původní hornické domy z 18. a 19. století. Roku 1910 postihla údolí Smolníka větrná smršť, která pokácela stromy a zpustošila okolní lesní porosty. Na odvoz kalamitního dřeva byla dočasně vybudována úzkorozchodná lesní železnice. Do konce 19. století zanikla těžba mědi, průmysl v obci se přeorientoval na produkci pyritu a kyseliny sírové. Opětovný průmyslový rozmach umožnila výstavba úzkorozchodné železnice z Gelnice (1883).
V období první ČSR se postupně vyčerpaly zásoby kvalitního pyritu, těžba se zastavila, přišla hospodářská krize a s ní stávky. Železorudné doly fungovaly v obci do konce 80. let 20. století. V letech 1990–1992 proběhla likvidace důlních zařízení, podnik se přeorientoval na výrobní strojírenskou a dřevařskou činnost. V současnosti představuje velký potenciál především cestovní ruch a v zimě lyžování.

## Kultura a zajímavosti
Po maďarském názvu obce (Szomolnok) je pojmenován monoklinický minerál szomolnokit (chemicky monohydrát síranu železnatého), který byl poprvé popsán v roce 1877.

### Význačné stavby v obci
- Tabáková továrna – původně renesanční budova, přestavěna roku 1872
- Radnice – budova z roku 1721
- Měšťácký dům z 19. století – Rožňavská ul. č. 103
- Měšťanský dům z 19. století – Rožňavská ul. č. 88
- Kulturní dům – postavený uprostřed náměstí roce 1828
- Katolický kostel sv. Kateřiny – postaven roku 1801, hlavní oltář z roku 1805
- Evangelický kostel – barokně-klasicistní z roku 1787
- Mariánský sloup na náměstí
- Poutní kostel Navštívení Panny Marie – postaven na Štóském sedle roce 1755

## Osobnosti
- Gabriel Corsan-Avendano – slovenský matematik